# Magistrat (France)
Pour les articles homonymes, voir Magistrat (homonymie).
Un magistrat est au sens strict une personne appartenant au corps judiciaire, exerçant la profession de rendre la justice (magistrats du siège) ou de requérir au nom de l'État et de la loi (les magistrats du parquet).
Mais, en France, en raison de la dualité des ordres de juridiction d'une part (avec les juridictions administratives et judiciaires) et de la séparation entre juridiction de droit commun et juridiction d'exception d'autre part, il existe plusieurs corps de magistrats exerçant dans des juridictions différentes, régis par des statuts différents, et recrutés selon des modalités différentes.

## Dans l'ordre judiciaire
Les magistrats en France composent, avec les auditeurs de justice, les inspecteurs de la justice et le chef de l'inspection générale de la justice, le corps judiciaire ou magistrature (voir « magistrat » pour une acception plus large du mot).  
En 2022, 9 192 magistrats étaient en poste au 1er janvier 2022, dont 8 483 en juridiction et 290 en administration centrale selon la direction des Services juridiques. Les effectifs budgétaires en 2018 étaient égaux à 8 071 emplois. 

### Statut des magistrats de l'ordre judiciaire
Le titre VIII de la Constitution du 4 octobre 1958, intitulé « De l'autorité judiciaire », rappelle l'indépendance des membres du corps judiciaire, dont le président de la République est le garant, avec l'assistance du Conseil supérieur de la magistrature (CSM). L'autorité judiciaire est la gardienne des libertés individuelles.
Outre des prérogatives en matière disciplinaire, le Conseil supérieur de la magistrature exerce un pouvoir de contrôle et de propositions destinées au Président de la République. Elles sont dites « conformes » car il est obligé de les suivre pour les nominations des magistrats du siège ; s'agissant des nominations des magistrats du parquet et de ceux de l'administration centrale, le CSM formule de simples avis, dénommés « avis consultatifs ».
L'ordonnance du 22 décembre 1958 relative au statut de la magistrature, modifiée par une série de lois organiques, constitue le statut des magistrats du siège et du parquet. Ce statut est distinct du statut général des fonctionnaires.
Le décret n°93-21 du 7 janvier 1993 précise le statut de la magistrature.
Un Recueil des obligations déontologiques des magistrats a été publié par le Conseil supérieur de la magistrature.

#### Principes communs
Le corps judiciaire est composé des magistrats du siège et du parquet ainsi que des auditeurs de justice, magistrats stagiaires et élèves de l'École nationale de la magistrature.
Le principe de l'unité du corps est affirmé dans l'article premier de l'ordonnance statutaire. Tout magistrat a vocation à être nommé, au cours de sa carrière, à des fonctions du siège et du parquet. Il peut aussi être appelé à participer à l'administration centrale du ministère de la Justice et est alors soumis aux mêmes règles que les magistrats du parquet. 
L'exercice des fonctions de magistrat est incompatible avec l'exercice de toutes fonctions publiques et de toute autre activité professionnelle ou salariée, sauf les activités d'enseignement et activités validées par le premier président de la Cour d'appel du ressort dans lequel exerce le magistrat.
Toute délibération politique est interdite au corps judiciaire. Toute manifestation d'hostilité au principe ou à la forme du gouvernement de la République est interdite aux magistrats, de même que toute démonstration de nature politique incompatible avec la réserve que leur imposent leurs fonctions. Est également interdite toute action concertée de nature à arrêter ou entraver le fonctionnement des juridictions.

#### Principes spécifiques pour le siège
Les magistrats du siège sont inamovibles. En conséquence, le magistrat du siège ne peut recevoir, sans son consentement, une affectation nouvelle, même en avancement.
De plus, ils ont pour fonction de trancher les litiges (fonction classique d'un juge).

#### Principes spécifiques pour le parquet
Les magistrats du parquet ne bénéficient pas de la garantie d'inamovibilité. Leur indépendance est limitée par le fait qu'ils sont placés sous la direction et le contrôle de leurs chefs hiérarchiques et sous l'autorité du Garde des Sceaux, ministre de la justice. À l'audience cependant, leur parole est libre.
De plus, ils ne jugent pas les affaires. Ils défendent l'intérêt général, la bonne application de la loi et s'expriment par voie de réquisitions.
Si les magistrats du parquet ne possèdent pas la garantie d'inamovibilité en droit, ils la possèdent en fait ; il est très rare qu'un magistrat du parquet soit muté sans son consentement.[réf. nécessaire]

### Formation
À l'exception d'une petite minorité de personnes intégrant la magistrature par la voie de l'accès direct, sous conditions d'âge, de nationalité, d'ancienneté professionnelle et de compétence validées par une commission spéciale, l'ensemble des magistrats français est issu de l'École nationale de la magistrature (ENM), implantée à Bordeaux.
L'admission à l'ENM se fait par la voie de trois concours distincts :
- Le premier concours est ouvert aux personnes titulaires d'une maîtrise en droit, d'un diplôme d'institut d'études politiques ou d'école de commerce.
- Le deuxième concours est réservé aux agents des trois fonctions publiques justifiant de quatre années d'exercice professionnel.
- Le troisième concours est destiné aux personnes travaillant dans le secteur privé.

Enfin, un tiers des personnes admises à l'ENM sont des personnes recrutées sur titre, en application de l'article 18-1 de l'ordonnance du 22 décembre 1958. Il s'agit d'anciens avocats, de directeurs de greffe, d'officiers de police, de commissaires de police, d'officiers de gendarmerie, de juristes d'entreprise ou d'enseignants du supérieur.
Les personnes recrutées sont nommées auditeurs de justice et, à l'exemple des fonctionnaires stagiaires, perçoivent une rémunération.
La formation initiale comprend deux ans et demi de scolarité et fait alterner périodes d'enseignement à Bordeaux et périodes de stage en juridiction et auprès de partenaires institutionnels ou de la société civile : 
- stage de découverte de la juridiction ;
- stage dans un cabinet d'avocat ;
- stage dans un établissement pénitentiaire ;
- stage juridictionnel ;
- stage dans un service de la police nationale et une unité de la gendarmerie nationale ;
- stage auprès d'un commissaire de justice, d'un service de protection judiciaire de la jeunesse et d'un service d'insertion et de probation ;
- stage dans une administration publique ou une entreprise ;
- stage dans une cour d'appel.

La formation théorique et pratique permettent d'exercer chacune des grandes fonctions du métier de magistrat : siège, parquet, contentieux de la protection, instruction, enfants et application des peines.
Peu avant la fin de leur scolarité les auditeurs de justice choisissent leur premier poste de magistrat en fonction de leur rang de classement à partir d'une liste de postes proposée par le ministère de la Justice. Une période de spécialisation leur permet de recevoir une formation complémentaire pour se préparer à l'exercice de la première fonction.
Les magistrats ont également accès, par l'intermédiaire de l'ENM, à la formation continue tout au long de leur carrière, notamment autour des axes suivants :
- actualisation et approfondissement des connaissances juridiques et des pratiques professionnelles
- ouverture sur les grandes questions de la société contemporaine
- connaissance des structures administratives, sociales et économiques de la France et de l'Union européenne (UE)
- ouverture sur les régimes juridiques et les institutions judiciaires des pays étrangers
- dialogue et échange avec les partenaires des magistrats
- accompagnement de la modernisation du service public de la Justice

### Grades et fonctions
La magistrature comprend deux grades et des emplois hors-hiérarchie. Ces grades déterminent les fonctions qui peuvent être occupées dans les cours et tribunaux. Le passage du second au premier grade est précédé par l'inscription à un tableau d'avancement dressé par une commission indépendante. Il nécessite sept ans d'exercice professionnel, donc cinq ans au moins en qualité de magistrat dans une juridiction ou l'administration centrale du ministère de la Justice. Le passage en hors-hiérarchie s'effectue au choix de l'autorité de nomination, le président de la République, avec avis conforme du Conseil supérieur de la magistrature pour les magistrats du siège.

#### Magistrats du siège
|                 | Tribunal Judiciaire | Cour d'appel                               | Cour de cassation                                       |
| --------------- | --- | ------------------------------------------ | ------------------------------------------------------- |
| Second grade    | - Juge - Juge d'instruction - Juge des enfants - Juge de l'application des peines - Juge du contentieux de la protection (ancien juge d'instance) - Juge placé auprès du premier président d'une cour d'appel |                                            | Auditeur                                                |
| Premier grade   | - Vice-président - Vice-président chargé de l'instruction - Vice-président chargé des fonctions de juge des libertés et de la détention - Vice-président chargé des fonctions de juge des enfants - Vice-président chargé de l'application des peines - Vice-président chargé des fonctions de juge des contentieux de la protection - Vice-président placé auprès du premier président de la cour d'appel - Premier vice-président adjoint - Premier vice-président - Président | Conseiller                                 | Auditeur Conseiller référendaire                        |
| Hors-hiérarchie | - Premier vice-président, chargé de l'instruction - Premier vice-président, chargé des fonctions de juge des libertés et de la détention - Premier vice-président - Président | - Président de chambre - Premier président | - Conseiller - Président de chambre - Premier président |

#### Magistrats du parquet
|                 | Tribunal Judiciaire | Cour d'appel                         | Cour de cassation                                             |
| Second grade    | - Substitut du procureur de la République - Substitut placé auprès du procureur général | - Substitut général                  |                                                               |
| Premier grade   | - Vice-procureur de la République - Vice-procureur de la République placé auprès du procureur général - Premier vice-procureur de la République - Procureur de la République adjoint - Procureur de la République | - Substitut général                  |                                                               |
| Hors-hiérarchie | - Procureur de la République adjoint - Procureur de la République | - Avocat général - Procureur général | - Avocat général - Premier avocat général - Procureur général |

Notes du tableau
1. 1 2  Substitut ou vice-procureur affecté aux remplacements dans le ressort de la cour d'appel
2. ↑  Dans les 12 plus grands des 181 TGI, soit, par
ordre d'importance : Paris, Bobigny, Lyon, Nanterre, Versailles, Lille,
Marseille, Créteil, Bordeaux, Évry, Pontoise et Toulouse
3. ↑  Dans les 47 plus grands des 181 TGI, soit, par ordre d'importance : Paris, Bobigny, Lyon, Nanterre, Versailles, Lille, Marseille, Créteil, Bordeaux, Évry, Pontoise, Toulouse, Strasbourg, Nantes, Aix-en-Provence, Montpellier, Nice, Rouen, Grenoble, Toulon, Grasse, Rennes, Nancy, Béthune, Metz, Meaux, Perpignan, Nîmes, Tours, Mulhouse, Caen, Dijon, Le Mans, Melun, Angers, Clermont-Ferrand, Draguignan, Valence, Saint-Denis-de-la-Réunion, Boulogne-sur-Mer, Orléans, Évreux, Saint-Étienne, Valenciennes, Amiens, Le Havre et Avignon

#### Positions
Un magistrat de l'ordre judiciaire peut, au cours de sa carrière, être placé dans l'une des cinq positions suivantes. Administrativement, il doit toujours être dans une position et ne peut être dans deux positions simultanément.
- L'activité est la position normale du magistrat exerçant ses fonctions dans les tribunaux ou à l'administration centrale du ministère de la Justice.
- Le service détaché ou détachement est la situation où le magistrat est placé temporairement dans un emploi de la fonction publique de l'État, territoriale ou hospitalière ou dans certains autres organismes. Il est rémunéré par l'organisme dans lequel il travaille effectivement, mais continue de bénéficier parallèlement de l'avancement et des droits à la retraite de la magistrature.
- La disponibilité est la situation où le magistrat n'occupe pas d'emploi public, n'est pas rémunéré, n'accumule pas de droit à pension (retraite) ni d'avancement. Il existe plusieurs causes de placement en disponibilité, notamment pour convenances personnelles.
- La position dite « sous les drapeaux » est celle de l'accomplissement du service national ou d'activités dans la réserve opérationnelle. Elle est devenue plus théorique depuis la suspension du service actif obligatoire, mais peut s'appliquer à des réservistes.
- La position de congé parental permet au magistrat d'arrêter son activité pour élever un enfant, tout en percevant une rémunération partielle.

#### Responsabilité
Les magistrats répondent de leurs fautes pénales, civiles et disciplinaires dans les conditions prévues par la loi.
La responsabilité pénale des magistrats est engagée selon les mêmes modalités que les autres citoyens; il n'existe pas de règles procédurales spécifiques au jugement d'un magistrat, si l'on excepte le "dépaysement" de l'affaire, pratique conduisant à ce que les procédures pénales visant un magistrat soient instruites, poursuivies et jugées par un tribunal qui n'est ni celui dans lequel il exerce, ni celui dans le ressort duquel son domicile personnel est fixé.
Il est à noter que certaines infractions prévues par la loi ne trouvent à s'appliquer qu'aux magistrats : ainsi, l'article 434-7-1 du code pénal dispose que « Le fait par un magistrat, ou toute autre personne siégeant dans une formation juridictionnelle ou toute autorité administrative, de dénier de rendre la justice après en avoir été requis, et de persévérer dans son déni après avertissement ou injonction de ses supérieurs est puni de 7 500 € d'amende et de l'interdiction de l'exercice des fonctions publiques pour une durée de cinq à vingt ans.»
La responsabilité civile des magistrats à raison de leurs fautes personnelles, sans lien avec le service, est également engagée dans les mêmes conditions que les autres citoyens, le dépaysement de l'affaire étant là encore prévu. Pour les fautes commises dans le service, l’ordonnance du 22 décembre 1958 portant statut de la magistrature prévoit en revanche que « les magistrats ne sont responsables que de leur faute personnelle ».
En conséquence, lorsqu’une telle faute se rattache au service public de la justice, leur responsabilité ne peut être engagée que sur action récursoire de l’État.
La responsabilité disciplinaire d'un magistrat peut être engagée en cas de manquement "aux devoirs de son état, à l'honneur, à la délicatesse ou à la dignité". L'article 43 de l'ordonnance du 22 décembre 1958 précise que "constitue un des manquements aux devoirs de son état la violation grave et délibérée par un magistrat d'une règle de procédure constituant une garantie essentielle des droits des parties, constatée par une décision de justice devenue définitive".
L'engagement de la responsabilité des magistrats obéit à des règles particulières, caractérisées par la possibilité offerte à tout citoyen de saisir l'instance disciplinaire qu'est le Conseil supérieur de la magistrature ; les magistrats de l'ordre judiciaire sont ainsi le seul corps de la fonction publique française pour lequel une plainte disciplinaire peut être présentée par un particulier. Toutefois, cette possibilité est encadrée afin de garantir l'indépendance des juges, notamment dans le choix du sens de la décision.
La solution choisie par le juge dans un litige ne peut donc donner lieu à la mise en cause de sa responsabilité civile, pénale ou disciplinaire ; il est en revanche possible de contester cette décision au moyen des voies de recours prévues par la loi : l'appel formé devant une cour d'appel, et le pourvoi en cassation formé devant la Cour de cassation.
Cette distinction est commune aux grandes démocraties.
Ainsi, le Conseil canadien de la magistrature appelle l'attention des justiciables sur le fait qu'« il y a une distinction importante à faire entre la conduite personnelle d’un juge à l’intérieur ou à l’extérieur de la salle d’audience et la décision que rend un juge dans un litige. Si un juge de nomination fédérale a commis un écart de conduite, vous pouvez déposer une plainte au Conseil canadien de la magistrature. Si vous croyez qu'un juge a rendu une mauvaise décision dans un litige qui vous concerne, vous pouvez porter cette décision en appel devant une cour de juridiction supérieure ».
De même, l'article 259 bis-15, §3 du Code judiciaire belge dispose que les plaintes portant sur le contenu d'une décision judiciaire ne peuvent être traitées par le Conseil supérieur de la Justice.
Aux États-Unis, seules peuvent donner lieu à une plainte contre un juge fédéral les allégations de manquement au "effective and 
expeditious administration of the business of the courts" (28 USC 351), le terme "administration" désignant les qualités attendues du juge en termes de célérité, de respect des procédures et de comportement, et excluant le sens même de la décision.
Si la solution au litige choisie par le juge ne peut donner lieu à sanction, un magistrat peut en revanche être sanctionné pour les conditions dans lesquelles il rend sa décision. Ainsi, l'action disciplinaire est possible en cas de faute commise dans l'exercice de l'activité, consistant notamment en : retards, partialité, perte de pièces, manquement au secret professionnel. 70 % des sanctions prononcées par le Conseil supérieur de la magistrature le sont d’ailleurs pour ces raisons.
Selon des professionnels du monde judiciaire, la question de l'instauration d'une responsabilité des magistrats à raison du contenu de leurs décisions risquerait de les conduire à prendre en partie en compte leur propre intérêt dans le sens de leur décision.
Or, selon ces professionnels, il serait très dangereux pour les justiciables que le sens d’une décision de justice puisse dépendre en partie de l'intérêt personnel du juge. Ainsi, le député André Vallini et Élisabeth Guigou, ont qualifié de dangereuse l'idée émise par le Garde des Sceaux Pascal Clément d'instaurer une responsabilité des magistrats pour « erreur grave et manifeste ».
Il résulte d'une enquête réalisée en 2004 par le député UMP Marc Le Fur, qui a interrogé par des questions écrites ministérielles les différents services de l'État sur le nombre de révocations ou de licenciements prononcés dans chaque service ministériel, que les magistrats sont, avec les policiers et les agents du ministère de la culture et des affaires étrangères, parmi les agents de l’État les plus sanctionnés, proportionnellement à leur nombre. Le nombre de sanctionnés par ministère est de :
- Intérieur : 1 pour 1331 agents (question n°44640)
- Culture : 1 pour 1910 agents (n°44643)
- Affaires étrangères : 1 pour 2347 (n°45609)
- Magistrats : 1 pour 2406 (n°44638)
- Justice, hors magistrats : 1 pour 2439 (n°44638)
- Défense (civils) : 1 pour 2664 (n°44649)
- Économie et finances : 1 pour 4731 (n°44637)
- Équipement et transports : 1 pour 10928 (n°45613)
- Éducation nationale : 1 pour 23752 (n°45612)
- Agriculture : 1 pour 31100 (n°44645)
- Travail : ce ministère s’est abstenu de répondre
- Santé : ce ministère s’est abstenu de répondre
- Jeunesse et sports : ce ministère s’est abstenu de répondre

De plus, ces sanctions sont plus lourdes que dans le reste de la fonction publique : ainsi, on compte en proportion quatre fois plus de licenciements et de révocations chez les magistrats que chez les autres agents de l’État. De 1990 à 2010, près de 120 sanctions ont été prononcées par le Conseil supérieur de la magistrature, soit autour de 6 sanctions par an. Selon Béatrice Penaud, secrétaire générale adjointe de FO Magistrats, le nombre de sanctions est plus de l'ordre de 10 sanctions par an et le mouvement tend à s'accélérer ces dernières années. Ainsi, en 2012, six magistrats du siège et trois magistrats du parquet ont été sanctionnés par le Conseil supérieur de la Magistrature[réf. nécessaire].
Les audiences disciplinaires du Conseil supérieur de la magistrature sont publiques, et, cas unique dans la fonction publique, la totalité des procédures disciplinaires relatives aux magistrats ainsi que les sanctions prononcées sont consultables sur Internet.

### Honorariat
Tout magistrat de l'ordre judiciaire admis à la retraite est autorisé à se prévaloir de l'honorariat de ses fonctions. Les magistrats honoraires, quoiqu'ils n'appartiennent plus à l'ordre judiciaire, restent attachés, en cette qualité, à la juridiction à laquelle ils appartenaient. Ils continuent à jouir des honneurs et privilèges attachés à leur état. Ils peuvent assister en costume d'audience aux cérémonies solennelles de leur juridiction, en prenant rang à la suite des magistrats de même grade. Le magistrat honoraire reste tenu à un devoir de réserve.
L'honorariat peut être refusé au moment du départ du magistrat par décision motivée de la Chancellerie, après avis de la formation compétente, du siège ou du parquet, du Conseil supérieur de la magistrature, par exemple si une procédure disciplinaire est en cours. Un magistrat contre lequel a été prononcée la sanction de « mise à la retraite d'office » ne peut se prévaloir de l'honorariat. Le retrait de l'honorariat est fait, en la forme disciplinaire prévue par le statut, par le Conseil supérieur de la magistrature statuant comme conseil de discipline.
Une loi organique statutaire de 2016 prévoit le recrutement de magistrats honoraires pour exercer des fonctions juridictionnelles (MHFJ). Depuis 2019, le statut de la magistrature distingue l’activité juridictionnelle et non juridictionnelle des magistrats honoraires.

#### Activité juridictionnelle du magistrat honoraire
Le magistrat honoraire de l'ordre judiciaire peut être nommé pour exercer des fonctions d'assesseur dans un tribunal ou une cour d'appel, substitut dans un tribunal ou substitut général près une cour d'appel. Le premier président de la cour d'appel peut le désigner pour exercer les fonctions d'assesseur dans une cour d'assises ou pour présider la formation collégiale statuant en matière de contentieux social des tribunaux ou des cours d'appel spécialisées dans ce contentieux. Le magistrat honoraire peut aussi  exercer les fonctions de juge du tribunal de police ou de juge chargé de valider les compositions pénales. Il peut également être nommé pour exercer certaines compétences dévolues aux chambres de proximité. Le premier président de la cour d'appel peut le désigner pour présider la formation collégiale statuant en matière de contentieux social des tribunaux judiciaires et des cours d'appel.
Le magistrat honoraire exerçant des fonctions juridictionnelles est nommé pour une durée de cinq ans non renouvelable. Mais il ne peut demeurer en fonctions au-delà de l'âge de soixante-douze ans.
S’il n’a pas préalablement exercé la fonction à laquelle il est nommé, le magistrat honoraire doit suivre une formation . Il est indemnisé par des vacations forfaitaires,

#### Activité non juridictionnelle du magistrat honoraire
S’il n’a pas demandé à exercer des activités juridictionnelles, le magistrat honoraire peut être nommé pour exercer des activités non juridictionnelles de nature administrative ou d'aide à la décision dans les différentes juridictions jusqu’à l’âge de 75 ans. Ces activités sont indemnisées par des vacations.
Les magistrats qui avaient choisi, en 2011, de continuer leur activité sous le statut de la « réserve judiciaire », créée à l’imitation de la réserve civile pénitentiaire, sont désormais soumis au statut de magistrat honoraire exerçant des activités non juridictionnelles.

### Évolution des effectifs de magistrats affectés en juridiction (hors Cour de cassation)[3]
| Année (au 1er janvier de l'année concernée) | Effectifs réels |
| ------------------------------------------- | --------------- |
| 2008                                        | 7630            |
| 2009                                        | 7710            |
| 2010                                        | 7708            |
| 2011                                        | 7594            |
| 2012                                        | 7521            |
| 2013                                        | 7489            |
| 2014                                        | 7458            |
| 2015                                        | 7483            |
| 2016                                        | 7513            |
| 2017                                        | 7522            |
| 2018                                        | 7606            |
| 2019                                        | 7804            |
| 2020                                        | 7993            |
| 2021                                        | 8117            |

## Dans l'ordre administratif
Les magistrats de l'ordre administratif ne relèvent pas, comme les magistrats de l'ordre judiciaire, du statut général de la magistrature.

### Magistrats des juridictions administratives de droit commun
Les magistrats de l'ordre administratif (tribunaux administratifs et cours administratives d'appel) sont promus et nommés par le Président de la République. Ils bénéficient du principe d'inamovibilité, c'est-à-dire qu'ils ne peuvent être promus, destitués ou se voir attribuer une nouvelle affectation sans leur consentement. Les membres du Conseil d'Etat ne bénéficient pas de ce principe d'inamovibilité.
Le statut de magistrat leur est reconnu en vertu de l'article L. 231-1 du code de justice administrative qui précise également que ce statut est régi par le livre II de ce code et, pour autant qu'elles n'y sont pas contraires, par les dispositions statutaires de la fonction publique de l'État.
Ils sont recrutés par la voie de l'École nationale d'administration (ENA), par le recrutement direct (concours), le tour extérieur et le détachement. Le Conseil constitutionnel, dans une décision du 22 juillet 1980, a reconnu leur existence et leur indépendance, au titre des principes fondamentaux reconnus par les lois de la République.
La formation spécifique des magistrats administratifs est d'une durée de six mois et s'effectue au sein du Centre de formation des magistrats administratifs qui est établi à Montreuil (Seine-Saint-Denis), au sein des locaux du Tribunal administratif de Montreuil.
En 2019, les effectifs du corps sont de 1253, effectif fixé par le plafond budgétaire défini par le ministère de la Justice et présenté au titre du budget à être voté par la représentation nationale. Le corps compte environ 40 % de femmes, taux nettement inférieur à celui de la magistrature judiciaire (plus de 75 %). Les effectifs sont répartis entre les  41 tribunaux administratifs à compétence interdépartementale et les 8 cours administratives d'appel, dont le ressort est régional et reprend les activités en appel notamment d'au moins deux tribunaux administratifs. Les 3 grades du corps sont successivement : conseiller, premier conseiller, président .
Les magistrats des juridictions administratives de droit commun sont membres des tribunaux administratifs et des cours administratives d'appel. Si les membres du Conseil d'État n'ont pas le statut de magistrat, ils exercent néanmoins de telles fonctions en section du contentieux.
Le Conseil supérieur des tribunaux administratifs et cours administratives d'appel a un rôle consultatif général pour les questions concernant ce dernier corps : notamment, mesures individuelles intéressant la carrière, l'avancement et la discipline des magistrats. Il est présidé par le vice-président du Conseil d'État et comprend 13 membres dont 5 représentants élus du corps des tribunaux administratifs et des cours administratives d'appel. Les présidents des cours administratives d'appel sont tous des conseillers d 'Etat.

#### Honorariat
Après son admission à la retraite, en application du droit commun de la fonction publique, le magistrat administratif justifiant de vingt années d'exercice peut se prévaloir de l'honorariat de son grade, sauf décision le lui refusant ou lui retirant cet avantage.
Le magistrats administratif honoraire peut être désigné par le président du tribunal administratif jusqu'à l'âge de 75 ans pour exercer différentes fonctions juridictionnelles, à condition d’être inscrit sur une liste arrêtée par le vice-président du Conseil d’État.
A ce titre, il est soumis à différentes obligation déclaratives et à des incompatibilités.

### Magistrats des juridictions financières
Les auditeurs (18), conseillers référendaires (66) et conseillers maîtres (136, en comptant les présidents de chambre) de la Cour des comptes ont le statut de magistrat. Ils sont inamovibles mais régis par le statut de la fonction publique d'État et non celui de la magistrature dans l'exercice de leurs fonctions. Chaque année, des auditeurs de deuxième classe sont recrutés à la sortie de l'École nationale d'administration, conformément à l'article R*121-1 du code des juridictions financières.
Les magistrats des chambres régionales et territoriales des comptes bénéficient de garanties statutaires équivalentes. Les conseillers des chambres régionales et territoriales des comptes sont recrutés à la sortie de l'École nationale d'administration, par concours direct et par détachement.

## Histoire de la formation des magistrats judiciaires
Lorsque le Premier Consul Bonaparte réforme et réorganise le système judiciaire en 1800, il prévoit que les magistrats doivent avoir une licence de droit qui était alors d'une durée de deux années universitaires. Après une sélection faite auprès d'enfants de magistrats ou d'avocats, les recrutés sont tout de suite affectés sur un poste avec, en théorie, un magistrat tuteur.
Cette forme de recrutement et de formation, sans concours ni examen de recrutement, perdure jusqu'en 1906, date à laquelle est institué un examen professionnel de recrutement.
À la faveur des textes de réorganisation de la fonction publique, après la Libération, par la loi du 11 avril 1946, les femmes peuvent devenir magistrat de l'ordre judiciaire ; elles doivent alors avoir une expérience d'un métier juridique ou avoir été dans une activité d'enseignement juridique, pour postuler.
L'ordonnance du 22 décembre 1958 relative à la magistrature prévoit que les juges nouvellement recrutés doivent recevoir une formation supérieure dans une école spéciale afin de renforcer leur professionnalisme. Elle prévoit aussi la fin du recrutement des juges de paix (qui existaient depuis 1790). A été créé à cet effet le Centre national d'études judiciaires (CNEJ) qui assure alors la formation initiale des magistrats de l'ordre judiciaire, pour une durée d'un an (stages non compris dans cette durée). Le siège est fixé à Paris.
En 1960, le CNEJ se transporte à Bordeaux et fait suite notamment à une demande de Jacques Chaban-Delmas, alors maire et président de l'Assemblée nationale, qui souhaitait avoir une autre grande École dans sa ville, en plus de l'École de santé militaire, crée dans les années 1880 et qui formait les médecins, pharmaciens de la marine et des troupes coloniales.
En 1970, le  C.N.E.J. est dissous et se transforme en École nationale de la magistrature, avec toujours son siège à Bordeaux et une annexe à Paris, prévu notamment pour les services de formation continue et pour les stages et cours destinés aux magistrats étrangers, désireux de suivre une formation en France. La durée de formation pour les auditeurs de justice est fixée à deux ans de cours et de stages.
En 2018, la durée de la formation initiale des magistrats judiciaires est de 31 mois, dont six mois de formation en École et le restant en stages dans des services dépendant du ministère de la Justice, en services de police ou de gendarmerie, chez des auxiliaires de justice et en milieu extérieur.

## Accès des femmes à la profession

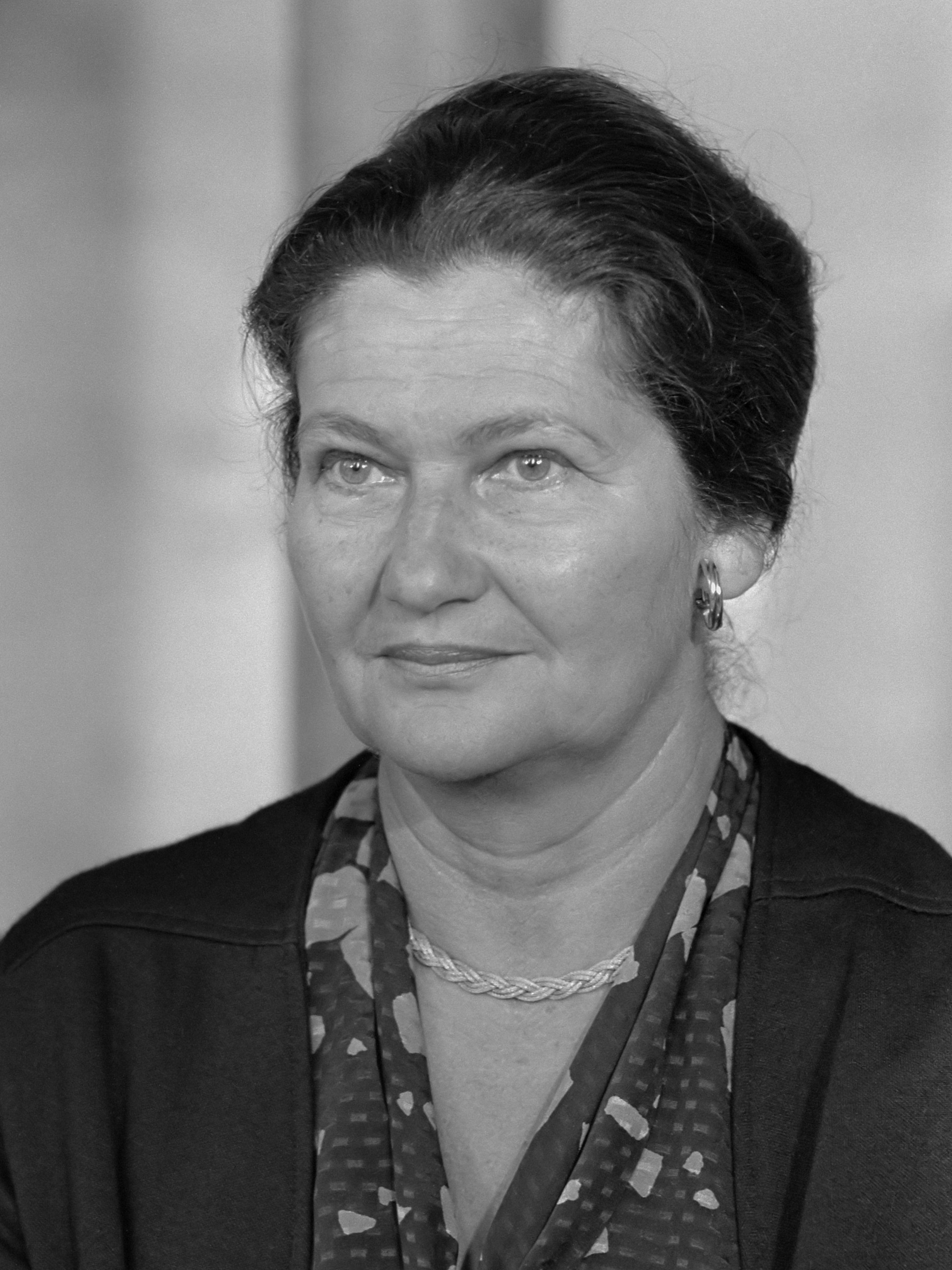
Simone Veil fut la première secrétaire générale du Conseil supérieur de la magistrature en 1970.

En contraste avec les avocates qui commencent à pouvoir plaider dès le début du XXe siècle, l'accès des femmes à la magistrature n'est possible qu’après la Seconde Guerre mondiale. La loi du 11 avril 1946 rend cela possible. Comme souvent dans le milieu juridique, les femmes doivent surmonter les réticences des hommes. Elles sont souvent issues d'un milieu aisé et très diplômées. Pendant les premières années qui suivent l'application de cette loi, les examinateurs du concours de l'École nationale de la magistrature (ENM) se demandent si elles ont les aptitudes requises,. La profession se féminise rapidement. Dès 1976, la majorité des reçus à ce concours sont des femmes. Un magistrat sur trois est une femme en 1986. En 2002, la majorité des magistrats sont des femmes. 82 % des admis au concours de l'ENM sont des femmes en 2012. Cependant, cette féminisation de la profession n'est pas uniforme et les hommes détiennent toujours les postes les plus élevés de la magistrature. En effet, si les juges du second grade sont à 75 % des femmes, ceux du premier grade le sont environ de moitié et un tiers des juges hors-hiérarchie sont des femmes en 2011.